# Пит Таунсенд
Питер Денис Бландфорд "Пит" Таунсенд (енгл. Peter Dennis Blandford "Pete" Townshend *19. мај 1945.) енглески је музичар, гитариста, текстописац и мулти-инструменталиста, најпознатији као гитариста и текстописац у рок бенду The Who. Његова каријера у бенду се простире на преко 50 година, током којих је бенд постао један од најутицајних бендова 20. века.
Таунсенд је био главни текстописац за The Who, написао је преко 100 песама за бендових 11 студијских албума, укључујући и концепт албума и рок опереу Tommy and Quadrophenia, плус популарне рокенрол радио емисија као што је Who's Next, и неколико десетина појава на не-албумским сингловима, бонус нумера на реиздањима, и на ретким компилацијама као што је Odds & Sods. Такође је написао више од 100 песама које су се појавиле на његовим соло албумима, као и радио џинглова и шпица за ТВ серије. Иако је познат пре свега као гитариста, он је такође свира клавијатуре, бенџо, хармонику, усну хармонику, укулеле, мандолину, виолину, синтисајзер, бас гитару и бубњеве, на неколико својих соло албума, неколико The Who албума, а и као гостујући сарадник на низу снимака других уметника. Он је самоук на свим инструментима које свира и никада није имао никакву формалну обуку.
Таунсенд је такође допринео и написао многе новинске и часописне чланке, коментаре књига, есеје, књиге, скрипте, и он је сарађивао као текстописац и композитор на многим другим музичким актима. Таунсенд је на 3. месту на Дејв Маршовој листи Најбољих гитариста у The New Book of Rock Lists, 10. на Gibson.com листи Топ 50 гитариста, и 10. на листи часописа Ролинг стоун из 2011. листа 100 највећих гитариста свих времена. 1983, Таунсенд је добио "Брит награду за животно дело", а 1990. је примљен у Рокенрол кућу славних као припадник The Who.